# Anton Dudchenko
Anton Romanovych Dudchenko –en ucraniano, Антон Романович Дудченко– (Sumy, 17 de diciembre de 1996) es un deportista ucraniano que compite en biatlón. Ganó una medalla de plata en el Campeonato Europeo de Biatlón de 2023, en la prueba individual.

## Palmarés internacional
| Campeonato Europeo | Campeonato Europeo  | Campeonato Europeo | Campeonato Europeo |
| Año                | Lugar               | Medalla            | Prueba             |
| ------------------ | ------------------- | ------------------ | ------------------ |
| 2023               | Lenzerheide (Suiza) | Medalla de plata   | Individual         |